# Ioga do riso

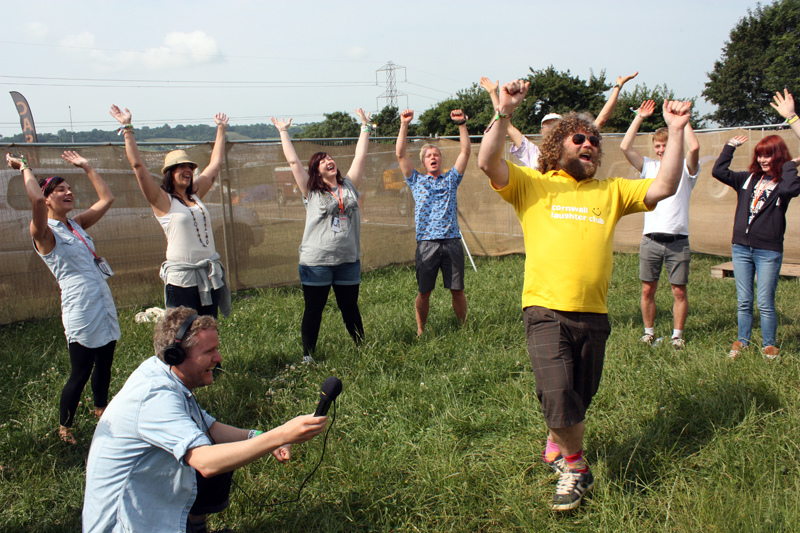
Um evento de ioga do riso no Reino Unido

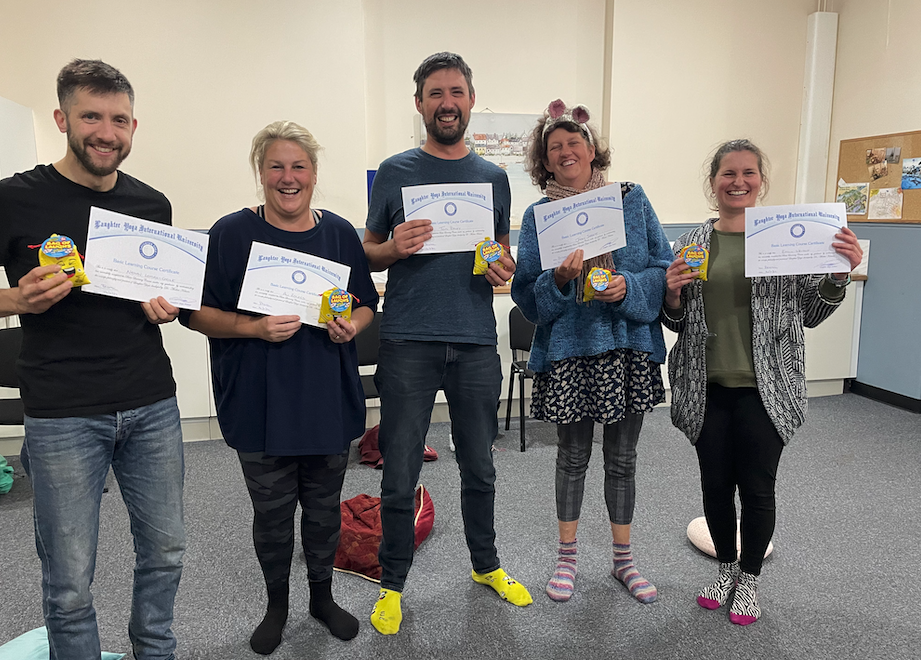
Treinamento de Ioga do Riso

Ioga do riso (Hasyayoga) é um exercício moderno que envolve riso voluntário prolongado. Este tipo de ioga baseia-se na crença de que o riso voluntário proporciona benefícios fisiológicos e psicológicos semelhantes aos do riso espontâneo. Geralmente é feito em grupos, com contato visual e muita brincadeira entre os participantes. O riso intencional muitas vezes se transforma em riso real e contagiante.
A ioga do riso foi popularizada pelo médico de família Madan Kataria, que modernizou e simplificou o trabalho dos primeiros pioneiros do riso, que ensinaram conceitos muito semelhantes a partir da década de 1960. Kataria escreveu sobre sua experiência em seu livro de 2002, Laugh For No Reason.
A ioga do riso é encontrada em 53 países. Existem cerca de cinco mil clubes de ioga do riso em todo o mundo, com cerca de duzentos deles nos Estados Unidos.

## Método
A ioga é realizada sem qualquer motivo humorístico para rir, com um praticante observando que “a mente não sabe que estamos fingindo".
As sessões de ioga do riso podem começar com técnicas suaves de aquecimento que incluem alongamentos, cantos, palmas, contato visual e movimentos corporais, para ajudar a quebrar as inibições e estimular uma sensação de diversão. São utilizados exercícios respiratórios para preparar os pulmões para o riso, seguidos de uma série de 'exercícios de riso' que combinam o método de atuação e as técnicas de visualização com a ludicidade. Os exercícios de riso são intercalados com exercícios respiratórios.